# Remigia munda
Remigia munda är en fjärilsart som beskrevs av Walker 1865. Remigia munda ingår i släktet Remigia och familjen nattflyn. Inga underarter finns listade.